# Estática gráfica
La estática gráfica comprende un conjunto de técnicas sencillas para el cálculo de fuerzas y la resolución de problemas de estática cuando todas las fuerzas relevantes están sobre un único plano. Debido a su sencillez y manejabilidad las técnicas de estática gráfica fueron ampliamente usadas durante el siglo XIX y principios del siglo XX en el cálculo de estructuras planas isostáticas. Entre las técnicas más usuales están:
- El polígono funicular para el cálculo de fuerzas resultantes.
- El teorema de las tres fuerzas, según el cual tres fuerzas en equilibrio sobre el plano tienen líneas de acción concurrentes en un único punto.
- El diagrama de Cremona para el cálculo de celosías planas isostáticas.
- El método de Cullmann-Ritter para el cálculo de esfuerzos en estructuras de barras.

- Datos: Q5849918